# Lago Mutanda
Il Lago Mutanda (in inglese: Lake Mutanda) è un lago dell'Uganda. 

## Localizzazione
Si trova poco a nord della città di Kisoro, nella Regione Occidentale, ai piedi dei Monti Virunga, ad un'altitudine di 1790 m s.l.m., a poca distanza sia dal confine con il Ruanda che da quello con la Repubblica Democratica del Congo.

## Emissari
Dalla costa sud-occidentale del lago sorge il Rutshuru, che si immette poi nel  Lago Eduardo.